# ウィリアム・コーリー
ウィリアム・コーリー(William Coley、1862年1月12日 - 1936年4月16日)は、米国の外科医、悪性腫瘍の研究家であり、悪性腫瘍に対する免疫療法において先駆的な業績を残した人物である。細菌により引き起こされる免疫応答を利用した治療を開発した。1968年にこの研究は因子が特定され、TNFαと呼ばれるようになった。

## 来歴
ウィリアム・コーリーは1862年1月12日に ウェストフィールド(コネチカット州)にホレス・ブラッドリー・コーリーとカリナ.B.ウェイクマンの間に生まれた。
ニューヨーク癌病院で骨専門の外科医として医師としてのキャリアをスタートさせた。しかし、彼は初期に診た患者の一人が骨肉腫で亡くなったことをきっかけに、がん治療に強い興味をもつようになった。コーリーは
フレッドという肉腫患者が今日化膿レンサ球菌として知られる丹毒に感染し、高熱を出した後に腫瘍が消失したことに気がついた。このことに強い興味を持ち、彼は同様の癌の治療例が過去に記録されていないかを調べた。するとロベルト・コッホ、ルイ・パスツール、エミール・アドルフ・フォン・ベーリングなどの医学の先人達が、丹毒感染に伴う腫瘍の退縮を記録していることを発見した。
コーリーは1891年5月3日にゾラという扁桃と咽頭に腫瘍がある患者に対し、初めての丹毒を意図的に感染させる治療を行った。ゾラの症状は著しく改善し、その後8年半の間存命した。
コーリーは、がん治療に細菌が利用できると確信し、そして今日コーリーの毒やコーリーワクチンと呼ばれる死んだ細菌の混合物を開発した。彼は免疫システムが感染により癌細胞を攻撃できるようになることを観察した 。

## 臨床試験
コーリーは感染が患者の癌からの回復を助けているという理論を打ち立てた。そして彼は手術不能の腫瘍の患者に対し化膿レンサ球菌を直接注射する治療法を始めた。この治療は多くの成功を収め、転移腫瘍に対しても効果を示した。この治療法は発熱と本格的な感染を起こした際にもっとも効果を示した。このことは1867年にドイツ人の医師W.ブッシュも彼の患者が高熱を出したのち腫瘍が小さくなったと同様に報告している 。コーリーは死んだ化膿レンサ球菌とセラチア菌の混合物を用いることに決めた。ブリティッシュコロンビア大学のStephen Hoption Cannは「彼は大規模な転移腫瘍まで治癒させるなど、今日の技術でも期待できないような成功を収めた」と述べている
。
1893年1月24日に、初めてコーリーワクチンは使用された。初めて治療を受けた患者はJohn Fickenという16歳の大規模な腹部腫瘍を持つ患者であった。数日間隔でコーリーはワクチンを腫瘍に直接注射した。病気に感染した兆候は見られたが、病気自体には感染しなかった。注射をするたびに体温は上昇し、寒気が強まった。腫瘍は徐々に退縮した。1893年5月までに腫瘍は5分の1に退縮した。8月までには残る腫瘍の成長はほとんど見られなくなった。この少年はその後他の抗癌治療を受けることなく、26年後に心臓発作で死ぬまで健康に過ごした。コーリーはこの結果を発表し、19世紀の終わりまでにヨーロッパから北アメリカまでの42人の医師がコーリーワクチンの成功例を報告した。

## 放射線治療VSコーリーワクチン
1901年までに腫瘍に対する放射線治療は格段の進歩を遂げた。特に放射線治療は腫瘍を即座に消し去り、患者の痛みを除去することができる。コーリーは数百人もの患者に対し成功したと主張したが、立証された効果や再現性などがないため、外科手術や放射線療法が普及していった。
コーリーは裕福な友人に資金を提供してもらい、放射線機器を2台購入した。数年間の実験の後コーリーは訓練が不十分な実験者による放射線治療は効果が限局され、一時的には効いても根治していないと結論づけている。
同時代の批評家はコーリーワクチンに対し危険性と効果の予知性がないことを指摘した。

## 現在
コーリーの毒は世界数カ国で利用可能である。またファイザーなどの製薬会社がコーリーの毒の現代版に関心を持っている。
コーリーが示した治療結果は今日の治療結果と比較することは困難である。コーリーの研究記録には不備が多く、薬の投与期間、発熱時の温度などの十分な記録がない。また彼の患者の多くが放射線治療と外科治療を受けている。近年設立されたグローバルコーリー財団は近い将来コーリーの毒の研究に資金を提供する計画を立てている。